# Tuerie de Louveciennes
Lors de la tuerie de Louveciennes, en 1995 à Louveciennes dans les Yvelines, six personnes, toutes russes dont quatre de la même famille, furent abattues dans un pavillon du chemin des Gressets.
Alexi Polevoï, le fils de l'une des victimes (homme d'affaires russe), locataire de cette maison, a été reconnu coupable par la justice française.

## Faits
Alexi Polevoï, né le 1er avril 1978, est le fils d'Evgueni Polevoï (Eugène Polevoï, né à  Gomel en 1952), un riche homme d'affaires russe installé en France et qui a fait fortune dans le commerce de bois en Russie. 
Le 26 février 1995, se trouvant dans le pavillon familial de Louveciennes, alors qu'il n'a pas encore dix-sept ans, il se sert, vers 22 h 30 de 3 des armes à feu que son père collectionne : il tue ce dernier, puis abat la seconde épouse de ce dernier et un couple d'amis russes de la famille et enfin les parents de sa belle-mère qui avaient tenté de se réfugier dans une chambre à l'étage. Seule sa demi-sœur  Nathalie, âgée de trois ans au moment des faits, est épargnée. 
À l'époque, le procureur adjoint au parquet de Versailles déclare que Polevoï, selon ses premiers aveux (en garde à vue le même jour) et pour expliquer son geste, entretenait des relations difficiles avec son père qui le battait et l'humiliait régulièrement. 
Après la tuerie, Polevoï prend l'argent et la carte bancaire de son père, emprunte la voiture automatique de sa belle-mère, laisse sa jeune sœur seule dans la maison, puis, sans être titulaire du permis de conduire, se rend dans un bar privé huppé
qu'il connaît avenue Marceau à Paris et recourt aux services d'une prostituée de luxe qu'il y a rencontrée. 
À son retour à Louveciennes, vers 3 h 30 du matin, il brise la porte-fenêtre du salon pour tenter de faire croire à un crime crapuleux et téléphone à la police, affirmant avoir découvert le carnage.
La police le soupçonne rapidement : elle retrouve les attaches de sa montre brisée devant une porte de chambre, perdue lorsque, pour abattre son grand-père, Polevoï a défoncé la porte de cette chambre où celui-ci s'était réfugié. Elle met également en évidence ses empreintes digitales sur les 3 armes à feu, et des traces de poudre sur les mains. Il procède à des aveux le jour même. Mis en examen pour assassinat, il est écroué au quartier des mineurs de la maison d'arrêt de Bois-d'Arcy (Yvelines).
Quelques jours après les meurtres, la villa du sextuple meurtre est « visitée »[pas clair] à deux reprises alors que les scellés avaient été apposés. Lors de la seconde visite, appareils vidéo, magnétoscopes et chaîne hi-fi sont dérobés mais, selon les enquêteurs, ces vols ne sont peut-être qu'une mise en scène, masquant les raisons de cette effraction. Cependant, lors de la première effraction, les « visiteurs » avaient seulement éparpillé des documents sur le sol des pièces de la villa. 
Entre-temps, Polevoï revient sur ses aveux, désignant un tueur russe qui lui aurait demandé de s'accuser, sous peine d'abattre encore cinq de ses proches. D'autant plus que d'autres événements sont survenus comme la mort de son oncle (Dimitri, frère de son père, qui a repris la direction d'Interprom, la florissante société de négoce en bois), tué lui-même par balle en Biélorussie le 8 décembre 1996, soit moins de deux ans après avoir pris la succession de son frère, et relançant l'hypothèse d'un crime de la mafia russe, les Polevoï étant suspectés d'être en lien avec un trafic d'armes.
Cependant, aucune enquête, ni de la part des polices russes et biélorusses, ni de celle de leurs collègues français, n'a permis d'étayer cette thèse. Le parquet de Moscou a attendu avril 1997 pour proposer à ses homologues français de leur envoyer des « preuves » permettant d'établir, « de façon univoque », le lien entre les meurtres de Louveciennes et celui de Dimitri, en Biélorussie. Néanmoins, ces documents n'arriveront jamais.
Le 4 mars 1998, le procès de Polevoï, défendu par maîtres Henri Leclerc et William Bourdon, s'ouvre devant la cour d'assises des mineurs de Versailles. Alors que l'avocate générale réclame une peine de prison de 18 à 20 ans, la cour le condamne le 14 mars 1998 à huit années de prison (peine intermédiaire qui suggère[réf. nécessaire] la difficulté de la justice à trancher entre le règlement de comptes mafieux et « le parricide élargi »). Alexi Polevoï bénéficie d'une libération conditionnelle le 8 juillet 2000 après cinq ans et cinq mois de détention, par le jeu des remises de peine.
En 2022, il est débouté dans un procès pour extorsion de fonds qu'il avait intenté à Aleksandr Kokorin et des intermédiaires. Le contentieux était lié à l'achat avorté d'une villa à Saint-Tropez où Polevoï exerce la profession d'agent immobilier. Son passé criminel est évoqué lors de l'audience car il aurait évoqué face à l'un des intermédiaires « sa bonne connaissance des prisons françaises ».

### Documentaires télévisés
- Faites entrer l'accusé, présenté par Christophe Hondelatte, le 8 juillet 2004 « Alexi, la tuerie de Louveciennes », sur France 2.
- Affaires criminelles, présenté par Yves Renier le 11 juillet 2010, deuxième reportage : « La tuerie de Louveciennes » sur NT1.

### Documentaires radiophoniques
- « Alexi et la tuerie de Louveciennes » le 26 août 2016 dans Hondelatte raconte, présenté par Christophe Hondelatte sur Europe 1.